# North Ayrshire
North Ayrshire (Sìorrachd Inbhir Air a Tuath en gaèlic escocès) és un dels 32 consells comtats d'Escòcia. La seva superfície dins de l'illa de la Gran Bretanya està dins del concili tradicional d'Ayrshire i està envoltada pels consells d'Inverclyde, Renfrewshire, East Ayrshire i South Ayrshire. També conté l'illa d'Arran (en el concili tradicional de Buteshire) i algunes altres illes del sud del fiord de Clyde, incloent Great Cumbrae i Little Cumbrae.
El consell va ser creat el 1996 i és successor del districte de Cunninghame.

## Pobles i ciutats

### Gran Bretanya
- Ardrossan
- Beith
- Dalry
- Dreghorn
- Fairlie
- Irvine
- Kilbirnie
- Kilwinning
- Largs
- Portencross
- Saltcoats
- Seamill
- Skelmorlie
- Springside
- Stevenston
- West Kilbride

### Illa d'Arran
- Brodick
- Blackwaterfoot
- Lamlash
- Lochranza

### Illes Cumbraes
- Millport